# Liste der Biografien/Siep
Liste der Biografien |
Portal Biografien |
Personensuche
# |
A |
B |
C |
D |
E |
F |
G |
H |
I |
J |
K |
L |
M |
N |
O |
P |
Q |
R |
S |
T |
U |
V |
W |
X |
Y |
Z |
?
 
Sa |
Sb |
Sc |
Sd |
Se |
Sf |
Sg |
Sh |
Si |
Sj |
Sk |
Sl |
Sm |
Sn |
So |
Sp |
Sq |
Sr |
Ss |
St |
Su |
Sv |
Sw |
Sy |
Sz
 
Sia |
Sib |
Sic |
Sid |
Sie |
Sif |
Sig |
Sih |
Sii |
Sij |
Sik |
Sil |
Sim |
Sin |
Sio |
Sip |
Siq |
Sir |
Sis |
Sit |
Siu |
Siv |
Siw |
Six |
Siy |
Siz
 
Sieb |
Siec |
Sied |
Sief |
Sieg |
Sieh |
Siek |
Siel |
Siem |
Sien |
Siep |
Sier |
Sies |
Siet |
Sieu |
Siev |
Siew |
Siey
Die Liste der Biografien führt alle Personen auf, die in der deutschsprachigen Wikipedia einen Artikel haben. Dieses ist eine Teilliste mit 28 Einträgen von Personen, deren Namen mit den Buchstaben „Siep“ beginnt.

## Siep
- Siep, Ludwig (* 1942), deutscher Philosoph und Hochschullehrer

### Siepe
- Siepe, Franz (1955–2013), deutscher Publizist
- Siepe, Gerd (1929–1990), deutscher Fußballschiedsrichter
- Siepe, Hans Theo (* 1947), deutscher Romanist und Literaturwissenschaftler
- Siepelt, Sabine (* 1977), deutsche Leichtathletin
- Siepen, Adam (1851–1904), deutscher fußmalender Maler
- Siepen, Dieter aus dem (1922–1982), deutscher Politiker (SPD), Oberbürgermeister von Mülheim an der Ruhr
- Siepen, Karin aus dem (* 1943), deutsche Badmintonspielerin
- Siepen, Stefan aus dem (* 1964), deutscher Jurist, Diplomat und Schriftsteller
- Siepenkothen, Anne-Hanne (1949–2020), deutsche Politikerin (CDU), MdL
- Sieper, Ernst (1863–1916), deutscher Anglist
- Sieper, Lukas (* 1997), deutscher Politiker (PdF), MdEPLukas Sieper (* 1997)

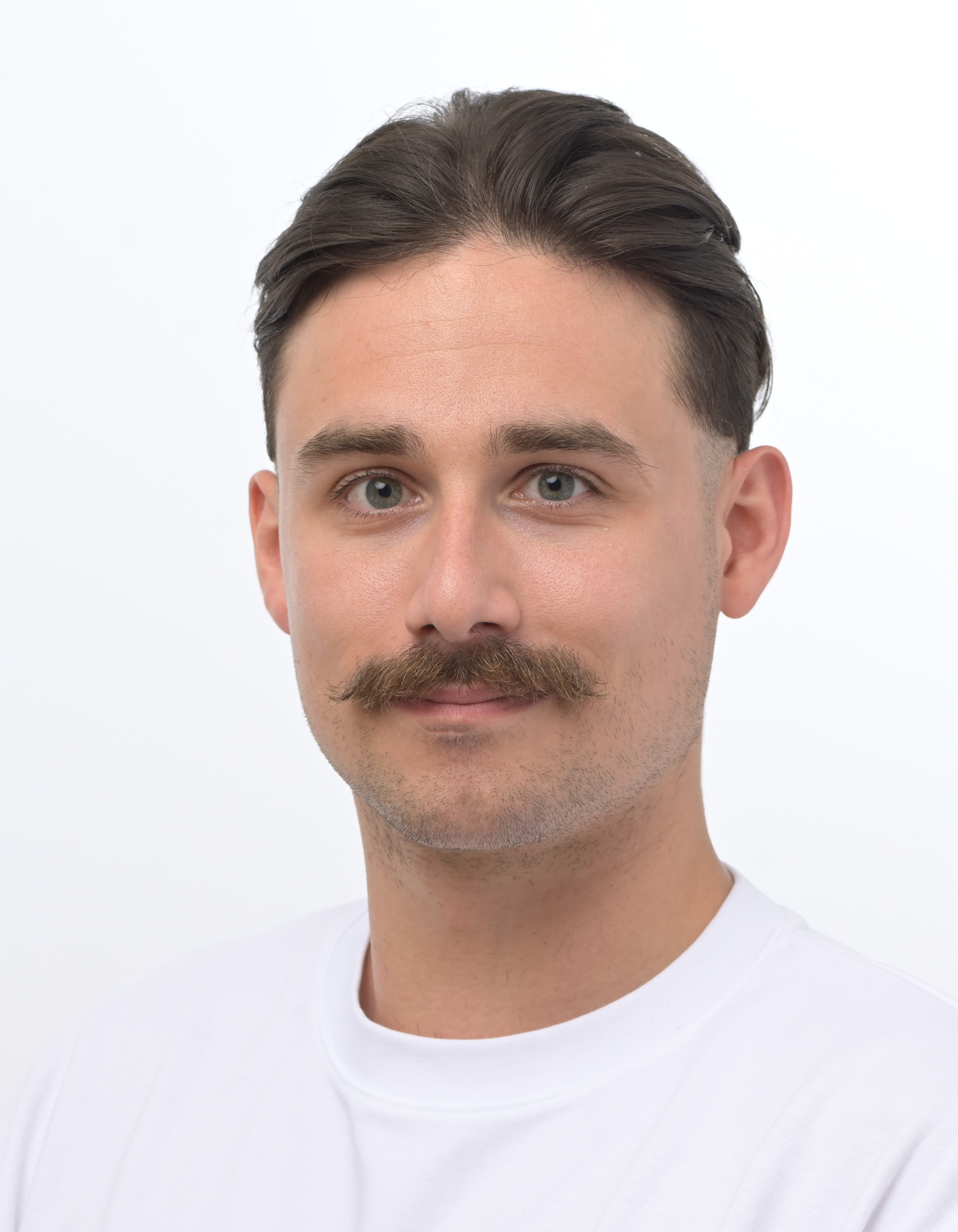
Lukas Sieper (* 1997)

- Siepermann, Harald (1962–2013), deutscher Trickfilm- und Comiczeichner

### Siepi
- Siepi, Cesare (1923–2010), italienischer Opernsänger (Bass)
- Siepius, Johann Andreas (1701–1779), deutscher evangelischer Theologe

### Siepm
- Siepman van den Berg, Eja (* 1943), niederländische Bildhauerin
- Siepmann, Alfred (1899–1974), deutscher Diplom-Kaufmann, Industrieller und Politiker (CDU)
- Siepmann, Anna Monika (* 2004), deutsche Taekwondoin
- Siepmann, Dirk (* 1966), deutscher Sprachwissenschaftler
- Siepmann, Emil (1863–1950), deutscher Großindustrieller
- Siepmann, Heinrich (1850–1892), deutscher Architekt
- Siepmann, Heinrich (1904–2002), deutscher Maler der zweiten Generation des Konstruktivismus'
- Siepmann, Hugo (1868–1950), deutscher Großindustrieller
- Siepmann, Ingrid (* 1944), deutsche Terroristin der Bewegung 2. Juni
- Siepmann, Jörg (* 1966), deutscher Filmproduzent und Filmemacher
- Siepmann, Ralf (* 1945), deutscher Journalist, Moderator und Kommunikationsberater
- Siepmann, Steffen (* 1986), deutscher Dartspieler
- Siepmann, Thomas (* 1958), deutscher Informatiker und Hochschullehrer